# Neoscona platnicki
Neoscona platnicki är en spindelart som beskrevs av Gajbe 2000. Neoscona platnicki ingår i släktet Neoscona och familjen hjulspindlar. Inga underarter finns listade i Catalogue of Life.